# Порховские
Порховские — угасший княжеский род, выходцев из рода смоленских князей, существовавший в XIV—XVI веках. С XV века представители рода находились на службе у великих князей Московских, утратив княжеский титул.

## История

### Происхождение
Происхождение названия рода связано с городом Порхов, входившим в состав Новгородской республики. Однако точное происхождение Порховских в первичных источниках не указывается, известно, что они были ветвью Смоленских Рюриковичей.
Исследователь московской боярской знати С. Б. Веселовский отмечал, что «сбивчивость родословия смоленских князей не позволяет с уверенностью связать Порховских с их родом». Он пишет, что ряд родословных указывают у последнего великого князя Смоленского Юрия Святославича 4-го сына, Ивана Святославича Порховского. Ссылаясь на другие родословные, Веселовский указывает, что у Ивана Святославича был неназванный по имени сын, от которого и выводилось происхождение Порховских, а также 2 дочери. Одна дочь была замужем за князем галицким Юрием Дмитриевичем, другая — за литовским князем Свидригайло. Этого сына Веселовский называет Иваном, однако источников для своего утверждения не приводит.
Польский историк Ю. Вольф отмечал, что после захвата Смоленска в 1404 году Великим княжеством Литовским на кормление в Порхов был посажен князь Фёдор Юрьевич, где он и оставался до января 1412 года. Позже он уехал в Священную Римскую империю, где погиб в 1420 году во время крестового похода против гуситов. Вольф указывает, что Фёдор был бездетным. На основании русских родословных он указывает родоначальником Порховских князей Ивана Святославича, у которого показывает сыновей Андрея и Семёна.

### На московской службе
В дальнейшем Порховские упоминаются на московской службе. Так, в бою с татарами под Белёвом были убиты Андрей Васильевич и Кузьма Порховские; в сражении под Суздалем — Юрий Порховский (владевший Нерехтой в Костромском уезде). Князь Степан Порховский послан из Великих Лук в Торопец в 1509 г. Князь Борис Порховский утонул под Казанью (год не указан). Князь Данила Дмитриевич написан в 1551 году в московских детях боярских. а с 1555 по 1558 год городничий в Свияжске.
Со временем Порховские лишились княжеского титула; в XVI веке они упоминаются, как помещики в Водской, Шелонской пятинах, Костромском уезде, под Москвой.

## Известные князья
| Имя                  | Годы правления | Примечания                                                                            |
| -------------------- | -------------- | ------------------------------------------------------------------------------------- |
| Иван Святославич     | 1386—1403      | Прозывался князем Порховским, а от него все потомки прозывались князьями Порховскими. |
| Василий Иванович     | 1403—1407      |                                                                                       |
| Даниил Александрович | 1407—1408      |                                                                                       |
| Семён Васильевич     | ? — 1442       | Приехал в 1442 году из Литвы служить московским князьям.                              |